# 王天競
王天競（1947年7月23日—），臺灣政治人物，曾代表中國國民黨當選為第一屆第六次增額立法委員，及第二、三、四屆立法委員。
他在第四屆立法委員任內，退出中國國民黨而加入甫成立不久的親民黨。2001年立法委員選舉未獲親民黨提名，退黨自行參選未果。2002年初返回中國國民黨，旋即於同年退黨參選高雄市議員，又告落選。2004年12月再次以無黨籍身份參選立法委員選舉，再度落選。
由於他在2001年參選立法委員期間涉嫌賄選，經人檢舉後遭高雄檢調單位查獲並提起公訴，2006年5月被二審判決有期徒刑10月，褫奪公權2年定案，並於當年6月入監服刑。